# Parijs-Roubaix 1993
De 91e editie van Parijs-Roubaix werd verreden op zondag 11 april 1993. De Fransman Gilbert Duclos-Lassalle won voor de tweede keer op rij.

## Wedstrijdverloop
De 38-jarige Gilbert Duclos-Lassalle had Parijs-Roubaix in 1992 al eens gewonnen. De renner van Gan, die in de jaren 80 twee keer net naast de hoofdprijs had gegrepen, stond ook nu aan de start als een van de favorieten.
In een koers waarin zich al snel een grote kopgroep ontwikkelde, waren Adrie van der Poel en Edwig Van Hooydonck zonder twijfel de opvallendste renners. Zij toonden zich heel sterk, maar konden niet reageren toen de Italiaan Franco Ballerini demarreerde. Enkel Duclos-Lassalle kon zich in zijn wiel nestelen. Ballerini knapte onderweg veel werk op, terwijl Duclos-Lassalle aangaf vermoeid te zijn.
De twee bleven voorop en sprintten om de zege. Ballerini stak meteen de armen in de lucht, maar het was Duclos-Lassalle die het gehaald had, met slechts enkele centimeters voorsprong. Voor de Fransman was het zijn tweede zege op rij.
In totaal stonden er vijf Belgen in de top 10. Johan Museeuw was met een vierde plaats beste Belg, terwijl Adrie van der Poel net achter hem beste Nederlander werd.

## Uitslag
| rang | renner                  | land                | ploeg                    | tijd      |
| ---- | ----------------------- | ------------------- | ------------------------ | --------- |
| 1    | Gilbert Duclos-Lassalle | Frankrijk           | Gan                      | 6u 25'20" |
| 2    | Franco Ballerini        | Italië              | GB - MG Maglificio       | z.t.      |
| 3    | Olaf Ludwig             | Duitsland           | Telekom                  | op 2'09"  |
| 4    | Johan Museeuw           | België              | GB - MG Maglificio       | z.t.      |
| 5    | Adrie van der Poel      | Nederland           | Mercatone Uno - Zucchini | z.t.      |
| 6    | Edwig Van Hooydonck     | België              | WordPerfect              | z.t.      |
| 7    | Marc Sergeant           | België              | Novemail-Histor          | z.t.      |
| 8    | Sean Yates              | Verenigd Koninkrijk | Motorola                 | z.t.      |
| 9    | Benjamin Van Itterbeeck | België              | Collstrop-Assur Carpets  | z.t.      |
| 10   | Wilfried Nelissen       | België              | Novemail-Histor          | op 3'50"  |

1896 · 
1897 · 
1898 · 
1899 · 
1900 · 
1901 · 
1902 · 
1903 · 
1904 · 
1905 · 
1906 · 
1907 · 
1908 · 
1909 · 
1910 · 
1911 · 
1912 · 
1913 · 
1914 · 
1915 · 
1916 · 
1917 · 
1918 · 
1919 · 
1920 · 
1921 · 
1922 · 
1923 · 
1924 · 
1925 · 
1926 · 
1927 · 
1928 · 
1929 · 
1930 · 
1931 · 
1932 · 
1933 · 
1934 · 
1935 · 
1936 · 
1937 · 
1938 · 
1939 · 
1940 · 
1941 · 
1942 · 
1943 · 
1944 · 
1945 · 
1946 · 
1947 · 
1948 · 
1949 · 
1950 · 
1951 · 
1952 · 
1953 · 
1954 · 
1955 · 
1956 · 
1957 · 
1958 · 
1959 · 
1960 · 
1961 · 
1962 · 
1963 · 
1964 · 
1965 · 
1966 · 
1967 · 
1968 · 
1969 · 
1970 · 
1971 · 
1972 · 
1973 · 
1974 · 
1975 · 
1976 · 
1977 · 
1978 · 
1979 · 
1980 · 
1981 · 
1982 · 
1983 · 
1984 · 
1985 · 
1986 · 
1987 · 
1988 · 
1989 · 
1990 · 
1991 · 
1992 · 
1993 · 
1994 · 
1995 · 
1996 · 
1997 · 
1998 · 
1999 · 
2000 · 
2001 · 
2002 · 
2003 · 
2004 · 
2005 · 
2006 · 
2007 · 
2008 · 
2009 · 
2010 · 
2011 ·
2012 · 
2013 ·
2014 ·
2015 ·
2016 ·
2017 ·
2018 ·
2019 ·
2020 · 
2021 · 
2022 · 
2023 · 
2024 · 
2025